# Darkhawk
Darkhawk, il cui vero nome è Chris Powell, è un personaggio dei fumetti creato da Tom DeFalco (testi) e Mike Manley (disegni), pubblicato dalla Marvel Comics. È apparso la prima volta nel numero 1 di DarkHawk (marzo 1991).

## Biografia del personaggio
Chris Powell è il figlio maggiore del poliziotto Mek Powell; un giorno seguendo Jon e Jason, i fratelli più piccoli, ad un Luna Park scoprì il padre che prendeva delle bustarelle da un boss, Philippe Bazin.
Poco dopo trovò l'amuleto che gli diede la possibilità di evocare l'armatura di Darkhawk e quando venne a sapere che il padre era scomparso decide di combattere il crimine.
Più tardi scoprì che la sua armatura era una delle cinque armature fatte da Dargin Bokk, un alieno malvagio.
Tempo dopo Chris divenne membro dei Vendicatori della Costa Ovest e instaurò una profonda amicizia con Julia Carpenter.
Chris e Darkhawk si separarono in due entità diverse e l'armatura si aggiornò aumentando il suo potere, in seguito si fusero assieme di nuovo e da allora Chris non necessita più dell'amuleto per evocare l'armatura.
Durante la saga Secret Invasion, Darkhawk, nel suo ruolo di responsabile della sicurezza del Progetto Pegasus, ha combattuto contro gli Skrull insieme a Nova.

### Confraternita dei Raptor
Nella miniserie War of Kings: Darkhawk, viene rivelato che le origini precedentemente narrate altro non erano che un parto della mente di Chris che stava disperatamente tentando di razionalizzare quanto gli era accaduto. Si scopre l'esistenza di un intero gruppo di Darkhawk chiamato Confraternita dei Raptor. Questi esseri sono stati creati millenni prima per fungere da sostegno e guida dell'Impero Shi'ar. Ogni Raptor ha legato la propria essenza ad un cristallo che, quando viene a contatto con un essere vivente, gli consente di tornare in vita prendendo possesso del corpo ospite. Quando i Cristalli Raptor furono realizzati, la razza umana non era ancora evoluta, ed essi non sono tarati per i tracciati cerebrale di un terrestre. Per questo motivo, il legame di Chriss con il cristallo viene considerato difettoso, in quanto l'ospite mantiene il controllo. Un Raptor di nome Talon, risveglia la personalità originale del cristallo di Darkhawk, Razor perché gli desse manforte durante la guerra tra Shi'ar e Kree. Darkhawk, nei panni di Razor, uccide Lilandra Neramani, che stava per reinsediarsi sul trono a discapito di Vulcan. Tuttavia Chris, sfruttando il suo status di "anomalia", riesce a riprendere il suo corpo e i suoi poteri, sopprimendo Razor. Constatata la pericolosità dei Raptor, Darkhawk (ricercato per l'omicidio) decide così di recuperare tutti i cristalli in modo da distruggere la confraternita.

## Poteri e abilità
L'armatura gli garantisce il potenziamento delle sue capacità fisiche, come resistenza e forza, può emettere energia concussiva dall'amuleto per poi manipolarla, volare e ha degli artigli dei guanti che possono essere usati sia come rampini sia come arma d'offesa come quelli di Wolverine; il suo casco può dargli una vista notturna e microscopica e può anche respirare sott'acqua e passare indenne in una nube di gas tossici.
L'armatura possiede inoltre varie configurazioni, da quella pesantemente armata a quella leggera in fibra di carbonio, per affrontare le situazioni più diverse.
Se ferito gravemente Chris può guarire semplicemente ritirando l'armatura.